# Sachaliphantes sachalinensis
Genre
Espèce
Synonymes
- Lepthyphantes sachalinensis Tanasevitch, 1988

Sachaliphantes sachalinensis, unique représentant du genre Sachaliphantes, est une espèce d'araignées aranéomorphes de la famille des Linyphiidae.

## Distribution
Cette espèce se rencontre en Russie à Sakhaline, en Chine au Jilin, en Corée du Sud au Gangwon et au Japon à Hokkaidō,.

## Description
Le mâle décrit par Seo en 2013 mesure 2,85 mm et la femelle 3,00 mm

## Étymologie
Son nom d'espèce, composé de sachalin et du suffixe latin -ensis, « qui vit dans, qui habite », lui a été donné en référence au lieu de sa découverte, Sakhaline.

## Publications originales
- Tanasevitch, 1988 : New species of Lepthyphantes Menge, 1866 from the Soviet Far East, with notes on the Siberian fauna of this genus (Aranei, Linyphiidae). Spixiana, vol. 10, p. 335-343.
- Saaristo & Tanasevitch, 2004 : New taxa for some species of the genus Lepthyphantes Menge sensu lato (Araneae, Linyphiidae, Micronetinae). Revue arachnologique, vol. 14, no 7, p. 109-128.